# Фор Маон Плаж
Фор Маон Плаж (фр. Fort-Mahon-Plage) насеље је и општина у североисточној Француској у региону Пикардија, у департману Сома која припада префектури Абевил.
По подацима из 2011. године у општини је живело 1278 становника, а густина насељености је износила 98,01 становник/km². Општина се простире на површини од 13,04 km². Налази се на средњој надморској висини од 4 метра (максималној 30 m, а минималној 1 m).

## Демографија
| 1962. | 1968. | 1975. | 1982. | 1990. | 1999. | 2011. |
| ----- | ----- | ----- | ----- | ----- | ----- | ----- |
| 942   | 976   | 978   | 962   | 1.042 | 1.140 | 1.278 |

График промене броја становника у току последњих година